# December 2017
Dit artikel geeft een chronologisch overzicht van de belangrijkste gebeurtenissen per dag van de maand december in het jaar 2017.

## Gebeurtenissen

### 1 december
- Het overvolle Nederlandse luchtruim moet eerst opnieuw worden ingedeeld, zodat er plaats is voor vliegroutes van en naar Lelystad Airport, pas daarna kan het vliegveld in gebruik worden genomen voor vakantievluchten. Dat staat in het zeer kritische bewonersadvies dat minister Cora van Nieuwenhuizen ontvangt.
- In Moskou wordt de loting verricht voor het Wereldkampioenschap voetbal 2018. Gastland Rusland belandt in groep A, samen met Saoedi-Arabië, Egypte en Uruguay.

### 2 december
- President Nicolás Maduro van Venezuela lanceert een nieuwe redding van de zwalkende nationale economie: een eigen cryptomunt. De 'petro' moet het armlastige Zuid-Amerikaanse land uit moeilijke tijden helpen.
- Het congres van de rechts-populistische partij Alternative für Deutschland herkiest Jörg Meuthen (56) als partijvoorzitter. Hij krijgt 72 procent van de stemmen.
- De nieuwe president van Zimbabwe, Emmerson Mnangagwa, vervangt zijn kersverse minister van Onderwijs Lazarus Dokora nadat op sociale media en op de radio fel is geprotesteerd tegen diens aanblijven.
- Het Nederlands handbalteam verliest in de eerste wedstrijd van het WK voor vrouwen in Duitsland met 24-22 van Zuid-Korea.
- De Colombiaanse gewichtheffer Edwin Mosquera komt om het leven bij een incident in een café in Palmira. Hij wordt volgens ooggetuigen in koelen bloede vermoord na een woordenwisseling met de nog onbekende dader. Mosquera werd bij de Olympische Spelen in Rio de Janeiro zevende in de klasse tot 69 kilogram.

### 3 december
- Bij het werkeiland Neeltje Jans in de Oosterschelde worden de lichamen van twee van drie vermiste vissers gevonden. Een lichaam spoelde aan, het andere lijk werd in de verongelukte boot gevonden.
- Een vissersboot met 22 opvarenden komt voor de kust van Incheon, ten westen van Seoul, in aanvaring met een olietanker. De veel kleinere vissersboot slaat daarna om. Zeker dertien opvarenden komen om het leven.
- Wielrenner Tom Dumoulin, autocoureur Max Verstappen en schaatser Sven Kramer ontvangen een nominatie voor de titel Sportman van het jaar. Op het jaarlijkse Sportgala (op 19 december) wordt de winnaar bekendgemaakt.

### 4 december
- Oud-president Ali Abdullah Saleh van Jemen wordt gedood tijdens gevechten in de hoofdstad Sanaa. Opstandige Houthi's blazen in het centrum ook het huis van Saleh op.
- Premier Joseph Muscat van Malta maakt bekend dat de politie in verband met de moord op blogster Daphne Caruana Galizia acht personen heeft opgepakt. De kritische onderzoeksjournaliste kwam op 16 oktober in haar auto om het leven, toen een bom het voertuig verwoestte.
- In het Australische Huis van Afgevaardigden vraagt parlementariër Tim Wilson (37) zijn partner op de publieke tribune ten huwelijk, vlak voordat voor- en tegenstanders van het homohuwelijk met elkaar in debat gaan.
- Sierra Leone verkoopt een van 's werelds grootste ruwe diamanten op een veiling in New York. De edelsteen levert uiteindelijk een bedrag op van ongeveer 5,5 miljoen euro. Het West-Afrikaanse land wil dat gebruiken om ontwikkelingsprojecten mee te financieren.
- Hugo Broos is niet langer de bondscoach van het Kameroens voetbalelftal. De Belg won begin 2017 nog de Afrika Cup met de Ontembare Leeuwen, maar wist de ploeg niet naar het Wereldkampioenschap voetbal 2018 te loodsen.
- Crystal Palace gaat het eigen onderkomen Selhurst Park verbouwen, waardoor het achtduizend toeschouwers meer kan herbergen, zo maakt de Londense Premier League-club bekend.

### 5 december
- Het IOC sluit Rusland uit van deelname aan de Olympische Winterspelen van Pyeongchang. Wel mogen Russische atleten die nooit op dopinggebruik zijn betrapt én de afgelopen jaren buiten Rusland op doping zijn getest, onder neutrale vlag meedoen. Het besluit volgt na een onderzoek van de commissie-Schmid naar het omvangrijke en door de staat gesteunde dopingsysteem in Rusland.
- Het Spaanse Hooggerechtshof trekt de Europese arrestatiebevelen tegen de afgezette Catalaanse premier Carles Puigdemont en vier van zijn voormalige ministers in.
- Een poging van de Oekraïense politie om de Georgische oud-president Micheil Saakasjvili vast te zetten mislukt. Hij wordt in Kiev door aanhangers uit handen van de politie bevrijd.

### 6 december
- Met tweehonderd agenten worden het clubhuis van de motorclub Satudarah in Geleen en vijf woningen van leden doorzocht. Vijf mensen worden opgepakt. De actie volgt op het onderzoek naar betrokkenheid van Satudarah-leden bij geweldsmisdrijven en witwassen.
- Een hooggeplaatste medewerker van Volkswagen wordt veroordeeld tot zeven jaar celstraf voor zijn rol in het dieselschandaal. Oliver Schmidt, een Duitse manager bij de Amerikaanse tak van het autoconcern, is medeschuldig bevonden aan het verborgen houden van 'dieselgate'.
- Carin Gaemers is de meest invloedrijke vrouw van 2017 in Nederland, zo maakt het opinieblad Opzij bekend. Gaemers stelde samen met publicist Hugo Borst het manifest Scherp op ouderenzorg op over het belang van goede ouderenzorg en de veranderingen die daarvoor nodig zijn.
- Greg van Avermaet wordt voor het vierde jaar op rij uitgeroepen tot beste Belgische wielrenner. Hij ontvangt de bijbehorende kristallen fiets tijdens een gala in het casino van Knokke.
- Feyenoord voorkomt in het zesde en afsluitende groepsduel in de UEFA Champions League dat het puntloos wordt uitgeschakeld. In de Kuip wordt SSC Napoli met 2-1 verslagen.

### 7 december
- Minister Ferdinand Grapperhaus van Justitie gelast drie onderzoeken naar de gang van zaken op het onderzoeksbureau van Justitie, het WODC, nadat het tv-programma Nieuwsuur heeft gemeld dat de onafhankelijkheid van het bureau in het geding is doordat de politiek zich met de rapporten bemoeit.
- Zeker 45.000 Catalanen komen bijeen in Brussel om aandacht te vragen voor de situatie in Catalonië en om voormalig premier Carles Puigdemont, die nog altijd in de Belgische hoofdstad verblijft, steun te betuigen.
- De Europese Commissie daagt Polen, Hongarije en Tsjechië voor het EU-Hof van Justitie. Die drie weigeren mee te werken aan het verdelen van asielzoekers die de EU via Italië en Griekenland zijn binnengekomen.
- Er zullen geen wedstrijden van het Europees kampioenschap voetbal 2020 in Brussel gespeeld worden omdat de bouw van het Eurostadion te lang op zich laat wachten. Ook Amsterdam grijpt naast de openingsmatch want de UEFA verkiest het Stadio Olimpico in Rome boven de Johan Cruijff ArenA en stadions in Glasgow en Sint-Petersburg. De matchen die in Brussel gespeeld hadden moeten worden verhuizen naar Wembley.

### 8 december
- Bij een aanval op militairen van een vredesmissie van de Verenigde Naties in het noordoosten van DR Congo vallen zeker negentien doden en meer dan vijftig gewonden.
- Bij de gemeenteraadsverkiezingen op 21 maart doet de PVV mee in Utrecht, zo kondigt partijleider Geert Wilders aan. Lijsttrekker wordt commissielid in de Provinciale Staten Henk van Deún.
- De voormalige Georgische president Micheil Saakasjvili laat weten dat hij opnieuw is gearresteerd door de Oekraïense autoriteiten. Eerder deze week werd hij ook al opgepakt bij zijn huis in Kiev, maar toen ontsnapte hij met hulp van aanhangers uit het politiebusje.
- Het Republikeinse Congreslid Trent Franks stapt op nadat hij is beschuldigd van seksueel grensoverschrijdend gedrag. Hij is het derde Amerikaanse congreslid in een week tijd dat sneuvelt als gevolg van de wereldwijde #Me Too-campagne.
- De Nederlandse handbalsters winnen in hun laatste groepswedstrijd op het WK met overtuigende cijfers van Duitsland. Het gastland wordt in Leipzig met 31-23 verslagen.
- De Nederlandse curlingers weten zich bij het kwalificatietoernooi in Pilsen (Tsjechië) niet te plaatsen voor de Olympische Winterspelen 2018 in Pyeongchang. Nadat de ploeg van skip Jaap van Dorp tegen Rusland met zijn vierde nederlaag in vijf duels (9-6) al de laatste kans op een topdrieklassering heeft verspeeld, wordt ook het voorlaatste duel tegen de Denen verloren: 7-3.

### 9 december
- Nederlandse media zijn ook misleid door Russische nepaccounts op Twitter, meldt NRC Handelsblad op basis van eigen onderzoek. De accounts zouden de afgelopen twee jaar zeker dertig keer zijn geciteerd door twaalf grote Nederlandse nieuws- en opiniesites.
- Aanhangers van de voormalige Georgische president Micheil Saakasjvili gaan in de Oekraïense hoofdstad Kiev de straat op om zijn vrijlating te eisen.
- Bij Israëlische luchtaanvallen op militaire doelen van de Palestijnse verzetsbeweging Hamas in Gaza vallen twee doden en minstens 25 gewonden.
- In Den Haag doen duizenden mensen mee aan de Mars voor het Leven. Daarmee protesteren de deelnemers tegen bijvoorbeeld de NIP-test, die afwijkingen van foetussen kan opsporen, en de abortuspil.
- Toronto FC wordt voor het eerst kampioen van de Major League Soccer. In de finale wint de club van titelverdediger Seattle Sounders: 2-0. Toronto is eerste club uit Canada die in de Noord-Amerikaanse voetbalcompetitie de titel verovert.
- Bij wereldbekerwedstrijden in Salt Lake City verbetert Denis Joeskov het wereldrecord op de 1.500 meter. Met 1.41,02 rijdt hij het acht jaar oude schaatsrecord van Shani Davis (1.41,04) uit de boeken. Een rit eerder duikt Koen Verweij met 1.41,63 onder zijn een week oude Nederlands record (1.41,95).

### 10 december
- Een ferryboot loopt vast voor de haven van Calais. De boot met ruim tweehonderd mensen aan boord komt in de problemen door de hevige windvlagen.
- Het Iraakse leger viert met een militaire parade de overwinning op IS, die zaterdag door premier Haider al-Abadi werd uitgeroepen. De parade is in de zwaar beveiligde Groene Zone in Bagdad.
- De Nederlandse Spoorwegen starten met een nieuwe dienstregeling. Tegelijkertijd veranderen de spoorwegen de manier waarop reizigers aangesproken worden van "dames en heren" naar het genderneutrale "beste reizigers".
- Op een station in de stad Wismar in het oosten van Duitsland worden twee mannen geëlektrocuteerd. De politie vermoedt dat ze op een geparkeerde locomotief zijn geklommen en daarbij te dicht bij de bovenleiding met 15.000 volt zijn gekomen.
- Schaatsster Nao Kodaira pakt in Salt Lake City het wereldrecord op de 1000 meter. De Japanse duikt met 1.12,09 welgeteld 0,09 onder de oude toptijd van Brittany Bowe.

### 11 december
- Het winterweer leidt in Nederland al vroeg in de avondspits tot een filerecord. Op het hoogtepunt, tussen 17.00 en 18.00 uur, staat er volgens de ANWB zo'n 1500 km file. Ook in België stond er 1294 km file.
- Het Openbaar Ministerie eist 18 jaar cel tegen oud-tenniscoach Mark de J., die wordt verdacht van de moord op de Bilthovense zakenman Koen Everink. Volgens de officier van justitie is sprake van een overmacht aan bewijs tegen De J. Everink werd in zijn huis met een mes doodgestoken.
- Apple neemt de muziekherkenningsdienst Shazam over voor naar verluidt 340 miljoen euro.
- Restaurant Inter Scaldes (Kruiningen) krijgt een derde ster in de nieuwe Michelingids. Daarmee zijn er in Nederland drie restaurants met drie sterren. De Leest in Vaassen en De Librije in Zwolle behouden hun drie sterren in de nieuwe gids.
- In New York probeert een man een zelfmoordaanslag te plegen in het metrostation Port Authority onder 42nd Street. De man, een immigrant van 27 uit Brooklyn, laat volgens de politie een pijpbom afgaan.
- De Joke Smit-prijs is toegekend aan antropologe Gloria Wekker voor haar inspanningen om de positie van zwarte vrouwen te verbeteren. Aan de prijs is 10.000 euro verbonden.

### 12 december
- In Nederland moeten alle leden van sportverenigingen die horen over een geval van seksuele intimidatie of misbruik dit in de toekomst verplicht melden bij het bestuur van hun vereniging. Deze meldplicht is een van de aanbevelingen van de commissie onder leiding van oud-minister Klaas de Vries, die het afgelopen half jaar onderzoek deed naar seksueel grensoverschrijdend gedrag in de sport.
- Bij de hack van vorig jaar, waarbij 57 miljoen accounts van Uber-gebruikers zijn gehackt, zijn ook de gegevens van naar schatting 174.000 Nederlandse passagiers en chauffeurs buitgemaakt, zo maakt het bedrijf bekend.
- De P.C. Hooftprijs voor 2018 wordt toegekend aan dichter en hoogleraar Nachoem M. Wijnberg.
- ING wil geen energiebedrijven meer financieren die een groot deel van hun stroom met kolen opwekken. De bank neemt alleen nog nieuwe klanten aan die voor hooguit 10 procent afhankelijk zijn van kolen, en dan alleen als ze een plan hebben om die kolenstook in uiterlijk 2025 te beëindigen.
- Een meerderheid in de Tweede Kamer geeft groen licht aan verlenging van de militaire missies in Mali en Afghanistan voor de periode van één jaar. Eind 2018 wordt opnieuw besloten of de missies met in totaal bijna 400 Nederlandse militairen nog langer doorgaan.
- De 'Maatschappelijke Alliantie', een samenwerkingsverband van rijke ondernemersfamilies zoals Zeeman, Brenninkmeijer en Blokker, wil honderden miljoenen investeren in de Nederlandse samenleving. Het voornaamste doel is het bevorderen van integratie van vluchtelingen.

### 17 december
- De resten van de laatste Italiaanse koning zijn herbegraven in Italië. Victor Emmanuel wordt herenigd met zijn vrouw, koningin Elena, in een mausoleum in de regio Piemonte.
- Door een tip van de CIA is een terroristische aanval op een kathedraal in de Russische stad Sint-Petersburg voorkomen, aldus het Kremlin. De Russische president Vladimir Poetin belt en bedankt zijn Amerikaanse collega Donald Trump.
- Sparta Rotterdam ontslaat trainer en voetbalmanager Alex Pastoor na de 0-7 nederlaag op eigen veld tegen stadgenoot Feyenoord. Het is de grootste thuisnederlaag ooit voor de Kasteelclub.

## Overleden
← · januari · februari · maart · april · mei · juni · juli · augustus · september · oktober · november · december ·  →